# Postmedia Network
Postmedia Network é um conglomerado de mídia do Canadá, que tem sede em Toronto.